# Silvio Giovine
Silvio Giovine (Vicenza, 20 dicembre 1983) è un politico italiano.

## Biografia
Si iscrisse ad Azione Giovani, movimento giovanile di Alleanza Nazionale, all'età di 17 anni. Nel 2007 divenne presidente provinciale (per la provincia di Vicenza) di Azione Giovani fino al 2008. Nel 2009 fu nominato dirigente nazionale di Giovane Italia, movimento giovanile de Il Popolo della Libertà. Nel 2010 fu nominato Presidente regionale di Giovane Italia per il Veneto, carica che mantenne fino al 2013.
È stato assessore al commercio e alle attività produttive, politiche del lavoro, turismo e centro storico del comune di Vicenza dal 22 giugno 2018 al 30 maggio 2023, nella giunta presieduta al sindaco Francesco Rucco.
Alle elezioni politiche del 2022 è eletto deputato per Fratelli d'Italia nel collegio uninominale di Bassano del Grappa con il 57,4% dei voti. Nel dicembre 2023 è nominato coordinatore provinciale del partito a Vicenza.